# Josip Manolić
Josip Manolić (Kalinovac, 22 maart 1920 – 15 april 2024) was een Kroatisch politicus. Tijdens de Tweede Wereldoorlog was hij een belangrijke Joegoslavische verzetsstrijder. Later diende hij als een hoge ambtenaar van de Joegoslavische Staatsveiligheidsadministratie (OZNA of UDBA). Van 24 augustus 1990 tot 17 juli 1991 was Manolić de premier van Kroatië. Kroatië verklaarde zich tijdens zijn ambtsperiode, op 25 juni 1991, formeel onafhankelijk van Joegoslavië. Na zijn korte termijn als premier was hij van 1993 tot 1994 de eerste voorzitter van de Kamer van Graafschappen, het hogerhuis van het Kroatische parlement.

## Privé
In 1945 trouwde Manolić met zijn eerste vrouw, Marija Eker (1921-2003). Op 30 april 2016 trouwde Manolić met zijn tweede vrouw, Mirjana Ribarić (1956-2020), die 36 jaar jonger was dan hij.
Manolić was tot zijn overlijden de oudste nog levende voormalige Kroatische premier en de langstlevende persoon die ooit het ambt heeft bekleed. Door zijn hoge leeftijd had hij zowel op sociale media als in de pers bekendheid verworven. Hij bleek namelijk een van de oudste houders van een geldig rijbewijs in Kroatië te zijn. Op 22 maart 2020 vierde hij zijn honderdste verjaardag.
Manoliç overleed op 15 april 2024 op 104-jarige leeftijd.
- Gemeinsame Normdatei: 119450283
- International Standard Name Identifier: 0000 0000 1360 5659
- Library of Congress Control Number: nb2016016864
- Nationale Bibliotheek van Tsjechië: js2016905725
- Nationale en Universitaire bibliotheek Zagreb: 000039772
- Système universitaire de documentation: 250258463
- Virtual International Authority File: 25412796